# Newtonmore
Newtonmore är en ort i Storbritannien.   Den ligger i kommunen Highland och riksdelen Skottland, i den norra delen av landet, 700 km norr om huvudstaden London. Newtonmore ligger 249 meter över havet och antalet invånare är 988.
Terrängen runt Newtonmore är huvudsakligen kuperad, men den allra närmaste omgivningen är platt. Newtonmore ligger nere i en dal. Trakten runt Newtonmore är nära nog obefolkad, med mindre än två invånare per kvadratkilometer. Närmaste större samhälle är Kingussie, 4,4 km öster om Newtonmore. I omgivningarna runt Newtonmore växer i huvudsak blandskog.